# James Newman (cantante)
James Richard Newman (Settle, 19 ottobre 1985) è un cantautore britannico.
Avrebbe dovuto rappresentare il Regno Unito all'Eurovision Song Contest 2020 con il brano My Last Breath, ma in seguito all'annullamento dell'evento a causa della pandemia di COVID-19 è stato riconfermato come rappresentante nazionale per l'edizione del 2021, dove ha cantato Embers.

## Biografia
Fratello del cantante John Newman, James ha iniziato la sua carriera musicale nel 2013 come autore di brani musicali per altri artisti. Waiting All Night, co-scritta da lui e incisa dai Rudimental con Ella Eyre, gli ha fruttato un BRIT Award per il singolo britannico dell'anno nel 2014. Ha inoltre scritto, fra gli altri, per Jess Glynne, Olly Murs, Guy Sebastian, Zayn e le Little Mix.
Il 27 febbraio 2020 è stato confermato che la BBC l'ha selezionato internamente per rappresentare il Regno Unito all'Eurovision Song Contest 2020 a Rotterdam, nei Paesi Bassi, con il brano My Last Breath. Aveva già preso parte all'Eurovision nell'edizione del 2017 come coautore del brano irlandese, Dying to Try, cantato da Brendan Murray. Tuttavia, il 18 marzo 2020 l'evento è stato cancellato a causa della pandemia di COVID-19. Il cantante è stato successivamente riconfermato come rappresentante britannico all'Eurovision Song Contest 2021. Il suo nuovo brano eurovisivo, Embers, è stato svelato il mese seguente. Nel maggio successivo James Newman si è esibito nella finale eurovisiva, dove si è piazzato all'ultimo posto su 26 partecipanti senza ottenere nessun punto dalle giurie o dal televoto.

## Discografia

### EP
- 2020 – The Things We Do

### Singoli
- 2016 – If You're Not Going to Love Me (con i DC Breaks)
- 2018 – Therapy (con Armin van Buuren)
- 2019 – High on Your Love (con Armin van Buuren)
- 2020 – My Last Breath
- 2020 – Enough
- 2020 – Better Man
- 2020 – Alone
- 2020 – Things We Do
- 2021 – Embers

#### Come featuring
- 2015 – Coming Home (Arno Cost feat. James Newman)
- 2015 – Daylight to Midnight (Night Safari feat. James Newman)
- 2018 – Head Up (Don Diablo feat. James Newman)
- 2018 – Lights Go Down (Matoma feat. James Newman)
- 2020 – Slow Lane (Armin Van Buuren feat. James Newman)

## Brani musicali scritti da James Newman
| Anno | Artista              | Album                           | Brano                                                 | Coautori |
| ---- | -------------------- | ------------------------------- | ----------------------------------------------------- | --- |
| 2013 | Rudimental           | Home                            | Waiting All Night (feat. Ella Eyre)                   | Amir Izadkhah, Piers Aggett, Kesi Dryden, Johnny Harris |
| 2014 | Calvin Harris        | Motion                          | Blame (feat. John Newman)                             | Adam Wiles, John Newman |
| 2014 | Gorgon City          | Sirens                          | Try Me Out (feat. Anne-Marie)                         | Kye Gibbon, Matthew Robson-Scott, Jonny Coffer, Anne-Marie Nicholson |
| 2014 | Union J              | You Got It All - The Album      | Get It Right                                          | George Shelley, Timothy Powell, Mary Leay |
| 2015 | Arno Cost            | –                               | Coming Home (feat. James Newman)                      | Vadim Constentin, Katherine Syren-Russell, Johnny Harris |
| 2015 | Jess Glynne          | I Cry When I Laugh              | It Ain't Right                                        | Jessica Glynne, Finlay Dow-Smith |
| 2015 | Jess Glynne          | I Cry When I Laugh              | No Rights, No Wrongs                                  | Jess Glynne, Janee Bennett, Andrew Knox Brown, Jonny Coffer, Finlay Dow-Smith |
| 2015 | Little Mix           | Get Weird                       | Love Me Like You                                      | Camille Purcell, Steve McCutcheon, Iain Farquarson |
| 2015 | Rudimental           | We the Generation               | Lay It All on Me (feat. Ed Sheeran)                   | Amir Izadkhah, Piers Aggett, Kesi Dryden, Leon Rolle, Johnny Harris, Adam Eaglefield, Jacob Manson, Edward Sheeran, Gavin Slater, Lasse Peterson, Maxwell McElligott, James Luke Wood                                |
| 2015 | Rudimental           | We the Generation               | Too Cool (feat. Ella Eyre)                            | Amir Izadkhah, Piers Aggett, Kesi Dryden, Leon Rolle, Ella McMahon, Johnny Harris |
| 2015 | Rudimental           | We the Generation               | All That Love (feat. Anne-Marie)                      | Amir Izadkhah, Piers Aggett, Kesi Dryden, Leon Rolle, Johnny Harris, Wayne Hector, Julie Frost, Nicholas Gale |
| 2015 | Foxes                | All I Need                      | Amazing                                               | Louisa Rose Allen, Martin Brammer, Jonny Lattimer |
| 2016 | Diztortion           | –                               | I'll Be There                                         | Raoul Chen, Eyelar Mirzazadeh |
| 2016 | Netsky               | III                             | High Alert (feat. Sara Hartman)                       | Boris Daenan, Johnny Harris, Daniel Watts |
| 2016 | Matoma               | Hakuna Matoma, One in a Million | False Alarm (con Becky Hill)                          | Thomas Lagergren, Rebecca Hill, Kara DioGuardi, Daniel Heløy Davidsen, Peter Wallevik, Mich Hansen |
| 2016 | Havana Brown         | –                               | Like Lightning (feat. Dawin)                          | Angelique Meunier, Kesha Sebert, Stuart Crichton, Dawin Polanco |
| 2016 | Kaiser Chiefs        | Stay Together                   | Why Do You Do It to Me?                               | Charles Wilson, Andrew White, Simon Rix, Nicholas Baines, Vijay Mistry, Brian Higgins, Toby Scott, Nicholas Coler |
| 2016 | Olly Murs            | 24 Hrs                          | Read My Mind                                          | Oliver Murs, Steve Robson, Edward Drewett |
| 2017 | Digital Farm Animals | –                               | Digital Love (feat. Hailee Steinfeld)                 | Nicholas Gale, Daniel Heløy Davidsen, Peter Wallevik, Mich Hansen, Daniel Stein, Willem van Hanegem, Ward van der Harst                                                                                              |
| 2017 | Brendan Murray       | –                               | Dying to Try                                          | Jörgen Elofsson |
| 2017 | Kesha                | Rainbow                         | Let Em Talk                                           | Kesha Sebert, Stuart Crichton |
| 2017 | Daya                 | –                               | New                                                   | Grace Tandon, Brett McLaughlin, Mikkel Eriksen, Tor Hermansen, Nolan Lambroza |
| 2017 | Jessie Ware          | Glasshouse                      | First Time                                            | Jessica Ware, Finlay Dow-Smith |
| 2017 | Guy Sebastian        | Conscious                       | Keep Me Coming Back                                   | Guy Sebastian, Emma Walker, Lionel Towers |
| 2017 | Alexandru            | –                               | Sellotape                                             | Jack Walton, Fiona Bevan, Maegan Cottone |
| 2018 | Don Diablo           | Future                          | Head Up (feat. James Newman)                          | Don Schipper, Richard Boardman, Pablo Bowman |
| 2018 | John Newman          | –                               | Fire in Me                                            | John Newman, Philip Plested, David "Dehiro" Mørup |
| 2018 | Toni Braxton         | Sex & Cigarettes                | Coping                                                | Toni Braxton, David Gibson, Stuart Crichton |
| 2018 | The Shires           | Accidentally on Purpose         | Stay the Night                                        | Edward Sheeran, Johnny McDaid, John Newman |
| 2018 | Armin van Buuren     | Balance                         | Therapy (feat. James Newman)                          | Armin van Buuren, Benno de Goeij, Michael Busbee |
| 2018 | Dan Caplen           | –                               | Trouble (feat. Ms Banks)                              | Daniel Caplen, Sophie Cooke, Frederik Eichen |
| 2018 | Jess Glynne          | Always in Between               | All I Am                                              | Jessica Glynne, Janee Bennett, Sophie Cooke, Bastian Langebaek, Sandy Rivera, Jay "Sinister" Sealee |
| 2018 | Matoma               | One in a Million                | Lights Go Down (featuring James Newman)               | Thomas Lagergren, Matthew Simons, Tushar Apte, Hanni Ibrahim, Patrick Patrikios |
| 2018 | Sigala               | Brighter Days                   | All for Love (featuring Kodaline)                     | Bruce Fielder, Steven Garrigan, Moon Willis |
| 2018 | Jess Glynne          | Always in Between               | 1, 2, 3                                               | Jessica Glynne, Janee Bennett, Jordan Thomas, Jonathan Mensah |
| 2018 | Olly Murs            | You Know I Know                 | Footsteps                                             | Oliver Murs, Thomas Barnes, Peter Kelleher, Benjamin Kohn |
| 2018 | Zayn                 | Icarus Falls                    | Talk to Me                                            | Zayn Malik, Alexander Oriet, David Phelan, Fredrick Wexler |
| 2019 | Lost Kings           | Paper Crowns EP                 | Don't Kill My High (feat. Wiz Khalifa e Social House) | Nicholas Schanholz, Robert Abisi, John Ryan II, Ruth-Anne Cunningham, Ian Franzino, Andrew Haas, Sabrina Bernstein, Ilsey Juber, Alexander Izquerdio, Marcus Lomax, Cameron Thomaz, Michael Foster, Charles Anderson |
| 2019 | Backstreet Boys      | DNA                             | Chateau                                               | Cole Citrenbaum, Stephen Wrabel, Stuart Crichton, Michael Pollack |
| 2019 | Backstreet Boys      | DNA                             | OK                                                    | Stuart Crichton, Jason Dean, Joseph Kirland |
| 2019 | Stephen Puth         | –                               | Half Gone                                             | Stephen Puth, Ian Franzino, Andrew Haas |
| 2019 | Louis Tomlinson      | Walls                           | Don't Let It Break Your Heart                         | Louis Tomlinson, Stuart Crichton, Cole Citrenbaum |

## Riconoscimenti

### BRIT Awards
- 2014 - Singolo britannico dell'anno per Waiting All Night (come coautore)